# Saison 10 de Section de recherches
Chronologie
Saison 9 Saison 11
Cet article présente les épisodes de la dixième saison de la série télévisée Section de recherches.

## Distribution

### La brigade
- Xavier Deluc : capitaine Martin Bernier, chef de groupe
- Franck Sémonin : lieutenant Lucas Auriol
- Chrystelle Labaude : commandant Nadia Angeli, responsable du TIC
- Manon Azem : adjudant Sara Cazanova
- Raphaèle Bouchard : lieutenant Camille Chatenet (épisodes 1-9)
- Félicité Chaton : adjudant Victoire Cabral, dite « Vicky »
- Stéphane Soo Mongo : adjudant Alexandre Sainte-Rose, dit « Alex »

### Les autres
- Valérie Kaprisky : Laura Belmont, épouse de Martin Bernier (épisodes 1-4)
- Priam Rodriguez : Elliot, fils de Lucas Auriol (épisodes 1-2, 4, 10 et 13)
- Diane Robert : Muriel Joliet (épisodes 10 et 13)
- Marie Piton : la procureure (épisodes 1, 4, 7 et 8)

## Liste des épisodes

### Épisode 1:Noces Rouges
- Belgique : 23 janvier 2016 sur La Une
- Suisse : 22 janvier 2016 sur RTS Un
- France : 28 janvier 2016 sur TF1

- Belgique : 258 800 téléspectateurs (12,9 % de part d'audience)[1] (première diffusion)
- France : 6,22 millions de téléspectateurs (24,3 % de part d'audience)[2] (première diffusion)

- Yannick Soulier : Antoine Blessac
- Chloé Lambert : Agathe Frémont
- Nicolle Rochelle : Clémence Millezais
- Nicolas Gerout : David Palin
- Oriane Bonduel : Béatrice Belmont
- Olivier Soler : Jean-Baptiste Belmont
- Patrick Mazet : Pascal
- Félicien Chauveau : le maître d'hôtel

### Épisode 2:Disparu
- Belgique : 23 janvier 2016 sur La Une
- Suisse : 22 janvier 2016 sur RTS Un
- France : 28 janvier 2016 sur TF1

- Belgique : 257 500 téléspectateurs (12,9 %)[1] (première diffusion)
- France : 5,76 millions de téléspectateurs (26,4 %)[2] (première diffusion)

- Thomas Lempire : Stéphane Brossetti
- Jane Resmond : Jennifer Marsay
- Barthélémy Sylvestre : Kévin Blaize
- Yvon Martin : Arnaud Blaize
- Patrick Albenque : Gilles Lafayette
- Roland Munter : Raymond Lagrange
- Robin Barde : Florian Panowski
- Stéphanie de Carolis : voisine de Jennifer
- Nadine Roman : la responsable HP

### Épisode 3:Escalade
- Belgique : 30 janvier 2016 sur La Une
- Suisse : 29 janvier 2016 sur RTS Un
- France : 4 février 2016 sur TF1

- Belgique : 228 300 téléspectateurs (12,3 % de part d'audience) [3] (première diffusion)
- France : 7,19 millions de téléspectateurs (28,5 % de part d'audience)[4] (première diffusion)

- Renaud Leymans : Steve Collet
- Stephen Scardicchio : Eric
- Lauralie Leveque : Anaïs Collet
- Jordi Le Bolloc'h : Quentin
- Lila Lacombe : Zoé
- Erik Ménager : Responsable de la salle de sport
- Dany Verissimo Petit : Pauline Gaubert
- Laurent Olmedo : Georges Gaubert
- Yves Borrini : Dominique Angelo
- Coralie Colombi : Marie
- Théo Lacascade : Théo
- Ayoub Bara : Julien
- Jean-Marc Michelangeli : Lieutenant BT

### Épisode 4:Diva
- Belgique : 30 janvier 2016 sur La Une
- Suisse : 29 janvier 2016 sur RTS Un
- France : 11 février 2016 sur TF1

- Belgique : 207 400 téléspectateurs (10,5 % de part d'audience) [3] (première diffusion)
- France : 6,8 millions de téléspectateurs (27 % de part d'audience)[5] (première diffusion)

- Natalia Dontcheva : Élisabeth Duval
- Camille Pelicier : Jeanne
- Arsène Jiroyan : Le metteur en scène
- Benjamin Egner : Samuel Jourdain
- Philippe Dechanet : Cher SR de Lille
- Salima Glamine : Élodie Vogel
- Alexandra Ansidei : Sophie Béranger
- Jean-Marc Michelangeli : Lieutenant BT
- Oriane Bonduel : Béatrice Belmont
- Olivier Soler : Jean-Baptiste Belmont
- Patrick Mazet : Pascal

### Épisode 5:Saut de l'ange
- Belgique : 6 février 2016 sur La Une
- Suisse : 5 février 2016 sur RTS Un
- France : 18 février 2016 sur TF1

- Belgique : 282 500 téléspectateurs (13,2 % de part d'audience) [6] (première diffusion)
- France : 6,92 millions de téléspectateurs (27,2 % de part d'audience) [7] (première diffusion)

- Stéphan Guérin-Tillié : Christophe Garcia
- Évelyne El Garby-Klaï : Clotilde Garcia
- Thierry Desroses : Docteur Pujol
- Hubet Rollet : Employé de la villa de Menton
- Aurore Delplace : Gladys
- Olivier Desautel : Max Collignon
- Anne Le Forestier : Karine Collignon
- Paloma Coquant : Justine
- Julien Croquet : Harry
- Jean-François Palaccio : Radiologue

### Épisode 6:Nuit d'ivresse
- Belgique : 6 février 2016 sur La Une
- Suisse : 5 février 2016
- France : 25 février 2016 sur TF1

- Belgique : 251 100 téléspectateurs (13,3 % de part d'audience) [6] (première diffusion)
- France : 7,03 millions de téléspectateurs (27,2 % de part d'audience) [8] (première diffusion)

- Thomas Silberstein : Thomas Vivier
- Arthur Fenwick : Grégoire Tareau dit « Greg »
- Maryne Bertieaux : Charlotte Cadoret
- Jade Henot : Anna Leoni
- Geoffrey Couët : Orlando
- Aurélien Vacher : Timothée Drapier
- David N'Guyen : Julien
- Audrey Gbaguidi : Audrey
- Laurent Robert : Édouard
- Philippe Cotten : Mr Cadoret
- Pascale Dubois : Mme Cadoret
- Hervé Lavigne : Antoine Jacquet
- Julien Gaspar-Oliveri : Bastien Dulac
- Fanny Guidecoq : Adélaïde
- Cyrielle Voguet : Lucie
- Jean-Marc Michelangeli : Lieutenant BT

### Épisode 7:Dérives
- Belgique : 13 février 2016 sur La Une
- Suisse : 12 février 2016
- France : 25 février 2016 sur TF1

- Belgique : 244 100 téléspectateurs (11,2 % de part d'audience) [9] (première diffusion)
- France : 6,6 millions de téléspectateurs (moyenne, ? % de part d'audience) [8] (première diffusion)

- Isabelle de Hertogh : Kathy (Katherine Lestac)
- Francis Renaud : Frank Mercœur
- Marie Berto : Joséphine Lestac
- Mathieu Lardier : Chef de la sécurité

### Épisode 8:Corbeau blanc
- Belgique : 13 février 2016 sur La Une
- Suisse : 19 février 2016
- France : 3 mars 2016 sur TF1

- Belgique : 244 600 téléspectateurs (11,2 % de part d'audience) [9] (première diffusion)
- France : 6,904 millions de téléspectateurs (27,6 % de part d'audience) [10] (première diffusion)

- Agnès Blanchot : Myriam Jacquemain
- Riton Liebman : Lieutenant Laurent Escoffier
- Coline D'Inca : Chloé Drouot
- Arnaud Mizzon : Philippe Drouot
- Jean-Louis Cassarino : Antoine Piacci
- Catherine Lecocq : Janou, la voisine
- Sandra Dorset : Directrice de la clinique psychiatrique
- Olivier Meurville : le Kiné
- Dominique Thomas : Jean-Louis Potron
- Carole Fantoni : Murielle

### Épisode 9:Cocoon
- Belgique : 27 février 2016 sur La Une
- Suisse : 26 février 2016
- France : 3 mars 2016 sur TF1

- Belgique : 220 700 téléspectateurs (11,1 % de part d'audience) [11] (première diffusion)
- France : 6,64 millions de téléspectateurs (moyenne, 29 % de part d'audience) [10] (première diffusion)

- Axel Kiener : Laurent Pastoré
- Clémence Thioly : Karen Pastoré
- Juliette Navis : Paloma Granier
- Marion Christmann : Mélanie Charbonnier
- Xavier Lacaille : Max
- Daniel Billong : Angelo
- Gérard Dubouche : Bernard Charbonnier
- Jeanne Antebi : Louise Chapsal

### Épisode 10:L'Absente
- Belgique : 27 février 2016 sur La Une
- Suisse : 4 mars 2016
- France : 10 mars 2016 sur TF1

- Belgique : 222 800 téléspectateurs (12,9 % de part d'audience)[11] (première diffusion)
- France : 6,955 millions de téléspectateurs (27,9 % de part d'audience)[12] (première diffusion)

- Emmanuelle Bach : Juliette Dantec
- Marie Guillard : Stéphanie Larue
- Alexandre Labarthe : Noé Larue
- Augustin Bouchacourt : Gabriel Dantec
- Olivier Martial : Paul Dantec
- Guillaume Toucas : Éric Larue
- Michel Benizri : Freddie Caille
- Stéphane Lévêque : le médecin
- Frédéric Restagno : le gars de la capitainerie
- Pierre Cassignard : Stanislas Perard

### Épisode 11:Le Roi du carnaval
- Belgique : 12 mars 2016 sur La Une
- Suisse : 11 mars 2016 sur RTS Un
- France : 17 mars 2016 sur TF1

- Belgique : 266 600 téléspectateurs (11,8 % de part d'audience) [13] (première diffusion)
- France : 7,035 millions de téléspectateurs (29,4 % de part d'audience) [14] (première diffusion)

- Michaël Erpelding : Félix Moreau
- François Bureloup : Sébastien Carriau
- Valérie Decobert : Isabelle Carriau
- Simon Fraud : Jeff Moreau
- Jessica Morali : Ingrid Berger
- Nicolas Dromard : Le médecin
- Florence Coste : Lydia
- Julien Breda : Le manutentionnaire
- Pierre Cassignard : Stanislas Pérard / Meyer

### Épisode 12:Sous influence
- Belgique : 12 mars 2016 sur La Une
- Suisse : 11 mars 2016 sur RTS Un
- France : 24 mars 2016 sur TF1

- Belgique : 260 600 téléspectateurs (12,6 % de part d'audience) [13] (première diffusion)
- France : 7,127 millions de téléspectateurs (29,7 % de part d'audience) [15] (première diffusion)

- Pierre Cassignard : Stanislas Meyer
- Florence Hebbelynck : Sybille Meyer
- Ariane Séguillon : Franny / Marie-Françoise Bonneton
- Sophie Le Garles : Victoria Meyer
- Claudia Dimier : Alienor Meyer
- Gilbert Landreau : L'employé piscine
- Auguste Bas : Jonathan
- Julie Boulanger : Héloise Duval

### Épisode 13:Jusqu'au dernier
- Belgique : 12 mars 2016 sur La Une
- Suisse : 18 mars 2016 sur RTS Un
- France : 31 mars 2016 sur TF1

- Belgique : 245 600 téléspectateurs (16,5 % de part d'audience) [13] (première diffusion)
- France : 7,351 millions de téléspectateurs (30,3 % de part d'audience) [16] (première diffusion)

- Sélim Clayssen : Alexandre Delmotte
- Yeelem Jappain : Karine Lauret
- Amalric Gérard : Sylvain Lauret
- Alexandre Tacchino : Cédric Lauret
- Guillaume Faure : Nicolas Sorbier
- Rémi Pedevilla : Gilles Grémont
- Marie Zidi : Émilie Delmotte
- Nassim Iazouguen : Nabil
- Fabrice Donnio : Cyril Masson
- Pierre Chevallier : Monsieur Sorbier
- Rosine Cadoret : Madame Sorbier
- Marie Botti : Sophie Vidal